# Сврљишки одломци јеванђеља
Сврљишки одломци јеванђеља су значајан ћирилични споменик српске и српскословенске писмености из 13. века. Одломци јеванђеља су настали у Сврљигу 1279. године, а писани су на пергаментским листовима, на српској редакцији старословенског језика. Сачувано је само 11 пергаментских листова величине 190x140 мм. 
Листови су пронађени 1866. године у црквеним просторијама у селу Извору (код Сврљига). Чувају се у Српској академији наука и уметности, у Београду. О Одломцима, с анализом његових језичких и графијских особина писали су: Милан Ђ. Милићевић, Павел Јосеф Шафарик, Стојан Новаковић, Г. А. Воскресенски, Љубомир Стојановић, Г. А. Иљински и други.
Одломци представљају значајан документ културне (црквене) историје. Писани су српском редакцијом старословенског језика. Датирани су (1279) и локализовани белешком једног од преписивача Војсила Граматика (на 11. листу сачуваних преписа), што их за науку, с обзиром на старину, чини још кориснијима.

## Проналазак
Источно од града Сврљига, на два и по сата хода, у селу Извору 1866. године порушена је стара црквица да би се саградила нова. Кад су ствари из старе цркве изношене, нађено је у владичином столу неколико листова од старог јеванђеља писаног на кожи. Окружни начелник Наумовић наредио је, слутећи свакако неку вредност нађеним списима, да се листови сачувају док не би прошао ко од људи који те старине познају и знају их читати. Тадашњи свештеник Филип у селу Извору, сачувао је по наређењу начелника списе.

## О јеванђељу
Листови воде порекло од три различита преписа јеванђеља, а укупно је сачувано 11 листова од сва три рукописа. На крајњем листу се налази значајан запис по коме се може изван сваке сумње утврдити да је бар једно од ова три јеванђеља преписано је 1279. године проти Ђорђу, у тада опустелом граду Сврљигу. Осим тога, овај запис нас упућује на многе личности што нам даје могућност историјске реконструкције. Рукопис је важан и због тога што се по њему могу распознавати рукописи који би му били савремени и то на основу утврђених палеографских норми, а у случају да нису датирани.
Она иста рука, која је писала онај запис на задњем листу, преписала је четири листа васкрсних јеванђеља која су остала сачувана. Других пак шест листова преписивала је сасвим друга рука.
На првом одломку овог интересантног Сврљишког јеванђеља налази се препис јеванђеља по Матеју, од којег су изгубљени први и последњи лист, сачувани 2, 3, 4, 5, 6 и 7.
Други одломак састоји се само од два листа на којима је написано јеванђеље по Јовану и то глава IV на првом, а глава X на другом листу. Овај одломак је писан крупнијим и не тако лепим и правилним словима као први. Свака страна овог одломка има по 22 реда. Посебног је карактера због одсуства свих носних самогласника, а и због тога што је задржана старословенска рецензија код других слова.
На трећем одломку, од којег су сачувана само два листа, написан је крај јеванђеља по Јовану, и то глава XX и XXI, у 24 до 26 редова на страни.
По свему се даје закључак да су одломци јеванђеља преписивани са најстаријих рукописа писаних глагољицом и при преписивању по српском начину правописа дотеривани. Управо, ишло се на то да се старословенски текст учини приступачнијим и разумљивијим за Србе. Важност Сврљишког јеванђеља састоји се у томе што у његовом постојању имамо доказе развитка српске књижевности у 12. и 13. веку. Сврљишки одломци јеванђеља занимљиви су за испитивача старословенског језика и његове књижевности, а нарочито за оне који истражују разлику старог словенског превода Светог писма.
За стару српску писменост и књижевност одломци су важни као директно сведочанство да је и у источним просторима српске средњовековне државе са одликама српске редакције и да је преписивачка делатност била у замаху, а као центар тих културних и просветитељских и духовних вредности био древни град Срвљиг(као град познат је већ у римско доба).

## Запис Војсила Граматика на крају јеванђеља
Превод на савремени српски језик
| „ | У име Оца и Сина и Духа Светога, ја слуга божји Константин Чатац, а звани Војсил Граматик, написах ове књиге свештенику Георгију, а званом Радославу, у граду Сврљигу, за владања цара Иваила, и у време епископа нишког Никодима, године 6787 (тј. 1279), индикта седмога, када Грци опседаху град Трново. Молим вас оци и браћо, до кога дођу ове књиге. читајте исправљајући их, а мене грешнога не преокревајте већ бре благосиљајте, да и вама Бог опрости и Пресвета Његова Мати амин амин амин. | ” |